# Faraones de Texcoco
El Club Faraones Texcoco fue un equipo profesional de fútbol mexicano que jugaba en la Serie A de la Segunda División de México, también conocida como Liga Premier. Tiene como sede la ciudad de Texcoco, Estado de México.

## Historia
El equipo fue fundado en agosto de 2017, siendo inscrito en la Tercera División desde su primera temporada, tomando su nombre en homenaje al torero Silverio Pérez, apodado como El Faraón de Texcoco al ser oriundo de la ciudad.
Desde su primera participación el equipo ha conseguido clasificarse a todas las liguillas de ascenso de la Tercera División, exceptuando la temporada 2019-2020 ya que fue suspendida por la pandemia de COVID-19. El club tuvo una buena actuación en la temporada 2022-23 cuando consiguió llegar a las semifinales de la Zona A, luego de eliminar a los clubes Dragones de Oaxaca, Atlético Cuernavaca y a los favoritos de la temporada, el CDM Fútbol Club, sin embargo, finalmente el equipo texcocano fue eliminado por la escuadra Artesanos Metepec Fútbol Club, que finalmente conseguiría una de las cuatro plazas de ascenso a la Segunda División.
Al año siguiente, el equipo volvió a meterse en la pelea por el ascenso al terminar como primer lugar del Grupo 8 de la Liga TDP. Tras eliminar a los equipos Academia Mineros CDMX, Cruz Azul Lagunas y Estudiantes del COBACH, los Faraones volvieron a plantarse en la ronda de semifinales, misma en la que cayeron eliminados la temporada anterior. En esta ocasión el equipo de Texcoco fue encuadrado ante el club Pioneros Junior de Cancún, en el juego de ida, celebrado en Quintana Roo, los Faraones derrotaron por 0-4 al rival, por lo que en el partido de vuelta un empate sin goles fue suficiente para que el club consiguiera su ascenso a la Segunda División de México luego de siete años de existencia.Una semana después el equipo aseguró su ascenso a la Liga Premier - Serie A, al derrotar en la final de zona al Club Deportivo Yautepec.
El 31 de mayo de 2024 el equipo texcocano sumó otro logro más al conseguir el campeonato de la Tercera División, luego de derrotar al Acatlán Fútbol Club en la final nacional con un marcador de 3-1.
En sus dos torneos en la Liga Premier FMF el equipo dio buenas sensaciones, finalizando en las posiciones tercera y quinta de su grupo, sin embargo, el equipo faraón no pudo clasificarse a la liguilla por el título.
El 12 de junio de 2025 el propietario del equipo anunció la suspensión de la escuadra debido a la falta de recursos financieros e institucionales que pudieran contribuir al sostenimiento del club, aunque manteniendo la posibilidad de regresar a participar en el profesionalismo en caso de que las condiciones sean las adecuadas para la plena operatividad de los Faraones.

## Estadio
El Estadio Municipal Claudio Suárez (antiguamente llamado Estadio Municipal de Texcoco) es una instalación deportiva localizada en la ciudad de Texcoco en el Estado de México. Fue inaugurado en la década de 1940 y en 2003 recibió su denominación actual. Entre 1978 y 1981 este escenario albergó partidos de la Primera División de México al ser la sede del Club Deportivo Coyotes Neza.  Actualmente cuenta con una capacidad para albergar a 6,000 espectadores.

## Palmarés
| Competición nacional   | Títulos   | Subcampeonatos |
| ---------------------- | --------- | -------------- |
| Tercera División (1/0) | 2023/2024 |                |

## Temporadas
| Temporada     | División           | Posición                       |
| ------------- | ------------------ | ------------------------------ |
| 2017/2018     | 5.Tercera División | 3o. Grupo VII (Fase 1)         |
| 2018/2019     | 5.Tercera División | 4o. Grupo VII (Octavos)        |
| 2019/2020¹    | 5.Tercera División | 1.º Grupo VII                  |
| 2020/2021     | 5.Tercera División | 1.º Grupo VII (Cuartos)        |
| 2021/2022     | 5.Tercera División | 1.º Grupo VIII (Dieciseisavos) |
| 2022/2023     | 5.Tercera División | 2.º Grupo VIII (Semifinales)   |
| 2023/2024     | 5.Tercera División | 1.º Grupo VIII (Campeón )      |
| Apertura 2024 | 3.Segunda Serie A  | 3.º Grupo III                  |
| Clausura 2025 | 3.Segunda Serie A  | 5.º Grupo III                  |

1: Torneo suspendido por pandemia de COVID-19, sin embargo la liga consideró los registros como oficiales y quedaron guardados en las estadísticas.